# Beskiderne beskyttet landskabsområde
Beskiderne  beskyttet landskabsområde   (tjekkisk: Chráněná krajinná oblast Beskydy, forkortet som CHKO Beskydy ) er det største PLA (Protected Landscape Area) i Tjekkiet med et areal på 1.160 km².

## Geografi
Området  ligger i den sydøstlige del af Mæhren-Schlesien og den østlige del af regionen Zlín på grænsen til Slovakiet. Hele dens område ligger  i de ydre vestlige Karpater og omfatter det meste af bjergkæden Mæhrisk-schlesiske Beskider, en stor del af Hostýn-Vsetín-bjergene og den mæhriske del af Javorníky-kæden. I Slovakiet grænser Kysuce beskyttet landskabsområde op til.

## Beskyttelse
Beskiderne  beskyttet landskabsområde  blev oprettet den 5. marts 1973 for at beskytte områdets unikke natur, men også den æstetiske værdi af området, som er typisk for dets mangfoldighed af levesteder udviklet gennem århundreder med menneskelig bosættelse: enge og græsgange på højdedrag og spredte landsbyer. i hele området. Her findes mange sjældne og beskyttede planter og dyr: der har været en stabil bestand af eurasisk los (Lynx), eurasisk brunbjørn (Ursus arctos arctos ) og ulv (Canis lupus lupus) krydser jævnligt fra Slovakiet.
Det beskyttede landskabsområde repræsenterer en biologisk relativt velbevaret landskabsenhed i den højeste del af Karpaterne i Tjekkiet. Blandt Beskidernes væsentligste naturværdier er resterne af urskovsbevoksninger med mange sjældne dyre- og plantearter fra Karpaterne, engsamfund og græsgange med høj artsdiversitet, unikke overflade- og underjordiske pseudokarst-fænomener. I øjeblikket er der etableret 53 små, særligt beskyttede områder inden for det beskyttede område, og flere er på det forberedende stadium. Landskabets enestående æstetiske værdi og variation suppleres af den stærke folklore-tradition og talrige bevarede eksempler på folkearkitektur. 
Hele det beskyttede område er nomineret som et lokalitet af fællesskabsbetydning (SCI) under Den Europæiske Unions Natura 2000- system for at beskytte 10 dyre- og 2 plantearter af fællesskabsinteresse og 12 habitater af fællesskabsinteresse og 2 fuglebeskyttelsesområde (Horní Vsacko og Beskydy), for at beskytte 8 arter af overvejende skovfugle.
Der er 50 små beskyttede områder i  Beskiderne  beskyttede landskabsområde, herunder 7 nationale naturreservater, 28 naturreservater og 24 naturmonumenter. Čantoria Nationale Naturreservat nær Velká Čantoryje-bjerget, som ligger uden for reservatet, administreres også af dette.

## Turisme
Området er også en vigtig rekreativ baggrund for industriområdet i  Ostrava-området, med store feriesteder i byer i udkanten af Beskiderne  beskyttede landskabsområde: Frýdlant nad Ostravicí, Frenštát pod Radhoštěm, Rožnov pod Radhoštěm og andre.